# Neodythemis hildebrandti
Neodythemis hildebrandti là loài chuồn chuồn trong họ Libellulidae. Loài này được Karsch mô tả khoa học đầu tiên năm 1889.